# アブドゥラ・バ
アブドゥラ・ムスタファ・バ（フランス語: Abdoullah Mustapha Ba、2003年7月31日 - ）は、フランスとモーリタニアのサッカー選手。ポジションはMF。

## クラブ歴
CAピトレでサッカーを始め、2016年にル・アーヴルACに移った。2020年夏にプロ契約を締結した。2021年5月4日にリーグ・ドゥで選手初出場を記録した。
2022年8月31日にEFLチャンピオンシップのサンダーランドAFCに5年契約で完全移籍した。

## 代表歴
年代別代表ではフランス代表として出場を重ねている。

## 私生活
フランス生まれではあるが、血筋はモーリタニアに持っている。